# 吕通 (北宋)
吕通（966年—1002年），字推之，北宋卫州新乡人。
吕通乾德四年（966年）出生，以才学被吕蒙正、吕端、张秉等人推崇，曾随吕端出使高丽王朝。淳化二年（991年）进士登科，得授河南府缑氏县尉，之后历任平江军节度推官、秘书省著作佐郎、监楚州装卸仓转本省丞。宋真宗即位后，任太常博士、西京留守司通判等。咸平五年（1002年）吕通去世，时年三十七岁，葬于新乡。嘉祐六年（1061年），次子吕蕡将父母迁葬于蓝田县玉山乡。熙宁七年（1074年）九月，又改葬于蓝田县北太尉原。

## 家族
- 曾祖：吕珣，唐朝睦州长史、赠太子少傅
- 曾祖母：李氏，封陇西郡太夫人
  - 祖父：吕咸休，后周尚书户部侍郎、赠右仆射
  - 祖母：刘氏，封彭城郡夫人
    - 父亲：吕鹄，太子中允、赠尚书司封员外郎
    - 母亲：杨氏，追封虢略县太君
      - 吕通
      - 妻：张氏，司农卿张仁瑑之孙，太子右赞善大夫张务本之女，景祐五年（1038年）去世
        - 长子：吕英，著作佐郎
        - 次子：吕蕡，殿中丞
          - 孙：吕蕡四子：呂大防、呂大忠、呂大鈞、呂大臨，稱藍田呂氏四賢（“蓝田四吕”）。